# Tiskarski stroj
Tiskarski stroj je naprava koja se koristi za tiskanje. Njegovim je izumom došlo do velikog napretka u društvu jer je zamijenio dotadašnje pisanje knjiga rukom. Smatra se da su Kinezi prvi izumili pokretna slova od kojih su pisali riječi; otkriće se pripisuje Pi Šengu u vremenu oko tisućite godine poslije Krista. Iz Kine se princip tiskanja proširio u Koreju i Japan.  
Johannes Gutenberg smatra se prvim izumiteljem tiskarskog stroja koji je u Europi izazvao kulturnu revoluciju. Gutenberg je 1440. godine došao na ideju da izlijeva pojedinačna slova od metala i da od slova sastavlja redove i stranice. Konstruirao je drvenu prešu pomoću koje se dobivao otisak pritiskom ravne ploče preko lista papira. Tako je 1455. godine objavio prvu tiskanu Bibliju.
Ova tehnologija značajna je za širenje pismenosti, kulture, duhovnosti i ideja. Razvilo se tiskanje knjiga koje je dovelo do napretka znanosti i umjetnosti. Sve veći broj pisaca mogao je objavljivati svoje radove i činiti ih dostupnima širokoj publici.

## Galerija
- Broj tiskanih knjiga od 15. do 18. stoljeća[1]
- Širenje tiskarstva u 15. stoljeću[2]
- Udjeli tiskanih inkunabula po regijama[2]
- Udjeli tiskanih inkunabula po jezicima[2]